# Taranta Peligna
Taranta Peligna község (comune) Olaszország Abruzzo régiójában, Chieti megyében.

## Fekvése
A megye délnyugati részén fekszik. Határai: Pacentro, Lama dei Peligni, Colledimacine, Lettopalena és Palena.

## Története
Első írásos említése a 12. századból származik. A következő századokban nemesi birtok volt. Önállóságát a 19. század elején nyerte el, amikor a Nápolyi Királyságban felszámolták a feudalizmust.

## Népessége
A népesség számának alakulása:

## Főbb látnivalói
- Madonna della Valle-templom
- San Biagio-templom
- San Nicola-templom